# Roderich von Erckert
Roderich von Erckert (ur. 15 grudnia 1821 w Chełmnie, zm. 12 grudnia 1900 w Berlinie) – niemiecki etnograf i oficer. Po dłuższym pobycie na Kaukazie ogłosił: Der Kaukasus u. seine Völker (1887); Die Sprachen d. kaukasischen Stammes (1895); Wanderungen u. Siedelungen d. germanischen Stämme in Mitteleuropa (1901).